# Ренессанс Групп
«Ренессанс Групп» — российская инвестиционная группа. Штаб-квартира расположена в Москве.

## История
Основой группы являлся созданный в 1995 году пятью партнёрами (Борис Йордан, Стивен Дженнингс, Ричард Дитц, Антон Кудряшов и Леонид Рожецкин) инвестиционный банк «Ренессанс Капитал». Также в группу по данным на 2007 год входили банк потребительского кредитования «Ренессанс Кредит», интернет-брокер «Ренессанс Онлайн», фонд Renaissance Partners и управляющая компания «Ренессанс Управление инвестициями».
В июле 2009 года группа продала 50 % минус 1/2 акции головной компании «Ренессанс капитала» группе «Онэксим» Михаила Прохорова за $500 млн (объявлено о сделке было осенью 2008 года, в разгар финансового кризиса). Тремя годами позже, 14 ноября 2012 года, «Онэксим» объявил о выкупе у «Ренессанс Групп» большей части её проектов, в частности, оставшийся пакет «Ренессанс Капитала», а также коммерческий банк «Ренессанс Кредит». Сумма сделки не раскрывается.
1 января 2013 года сооснователь группы Стивен Дженнингс, до этого возглавлявший группу, покинул свой пост, во главе компании стал Ханс Йохум Хорн. В феврале 2013 года стало известно, что группа испытывает существенные финансовые трудности и активно распродаёт свои активы. В частности, в начале февраля 2013 было объявлено о продаже «Альфа-Капиталу» трёх паевых инвестиционных фондов «Ренессанс — Сбалансированный», «Ренессанс — Облигации» и «Ренессанс — Акции»), а также интервального фонда «Ренессанс — Перспектива» за 13 млн руб.. Также на продажу были выставлены угольный бизнес в Зимбабве, фонд Renfin и управляющая компания Renaissance Asset Management).

## Собственники и руководство
На 2009 год Стивену Дженнингсу и его родственникам принадлежало 32,1 % акций головной компании группы (Renaissance Holdings Management Limited, RHML). Ещё 9,1 % RHML принадлежало четырём топ-менеджерам группы, 12,7 % — партнёрству сотрудников (не более 1 % у каждого), оставшиеся 46 % представляли собой казначейские акции.
Руководитель компании на февраль 2013 года — Ханс Йохум Хорн.

## Деятельность
В качестве основных видов деятельности «Ренессанс Групп» декларирует управление средствами клиентов, инвестируемыми в развивающиеся и пограничные рынки («Ренессанс Управление Активами») и недвижимость («Ренессанс Недвижимость»). Свои активы сама группа оценивала на начало 2013 года в $221 млн, причём большая часть их располагалась в африканских странах.